# Vaccinium manipurense
Vaccinium manipurense är en ljungväxtart som först beskrevs av David Allan Poe Watt och Dietrich Brandis, och fick sitt nu gällande namn av Herman Otto Sleumer. Vaccinium manipurense ingår i Blåbärssläktet, och familjen ljungväxter. Inga underarter finns listade i Catalogue of Life.